# Macari I de Jerusalem
|  | Per a altres significats, vegeu «Macari». |

Macari I de Jerusalem (grec antic: Μακάδριος; llatí: Macarius) va ser bisbe de Jerusalem possiblement des de l'any 314 fins al 333. És venerat com a sant per diverses confessions cristianes.
Va succeir al bisbe Hermó quan aquest va morir. Es conserva una carta de l'emperador Constantí I el Gran a Macari referida a la construcció de l'església del Sant Sepulcre. Sòcrates Escolàstic, Sozomen i Teodoret li atribueixen el descobriment de la Veracreu junt amb les dels dos lladre que van ser executats al mateix temps que Jesucrist. Va assistir al concili de Nicea I de l'any 325. Es va distanciar del seu superior, Eusebi de Cesarea, al que va acusar d'arianisme. Va morir l'any 333.